# آنلیا رالنکووا
آنلیا رالنکووا (به انگلیسی: Anelia Ralenkova) ژیمناست زادهٔ ۲۵ ژانویهٔ ۱۹۶۴ میلادی اهل کشور بلغارستان است.